# Nocticanace pacificus
Nocticanace pacificus är en tvåvingeart som beskrevs av Mitsuhiro Sasakawa 1955. Nocticanace pacificus ingår i släktet Nocticanace och familjen Canacidae. Inga underarter finns listade i Catalogue of Life.